# Gorget
Das Gorget (deutsch „Collier“) oder ornamentale Halskette ist eine Sonderform der Lunula aus der späten Bronzezeit (etwa 1200–600 v. Chr.) in Irland. Es besteht aus einem goldenen Halbmond mit dekorierten Scheiben an jedem Ende. Nur acht dieser Colliers sind derzeit bekannt. Die geschichtliche und bekanntere Form ist der zu Rüstungen getragene Ringkragen.

## Goldkragen von Gleninsheen
Der bekannteste Halsschmuck nach „Gorget“-Art wurde 1932 im Townland von Gleninsheen im County Clare unweit des dortigen Wedge Tomb gefunden. Das gut erhaltene Exemplar von etwa 31 Zentimeter Durchmesser wurde in einem Karren des Burren gefunden und ins 8. Jahrhundert v. Chr. datiert. Es weist komplizierte Punzierungen auf. Treibarbeiten waren eine neue, von einheimischen Kunsthandwerkern übernommene Technik, die vom Kontinent kam. Die Gestaltung ist einheimischen Ursprungs und kommt z. B. auch auf den früheren Lunulae vor.

## Goldkragen von Gorteenreagh
Der Goldkragen aus dem Hort von Gorteenreagh stammt aus der Gegend von Tulla im County Clare. Er ist im Design aber einfacher als das Collier von Gleninsheen, obwohl die Befestigungen das gleiche Design haben. Es wurde im Jahr 1948 entdeckt und auf 800–600 v. Chr. datiert.
Ein weiteres Gorget stammt aus Ardcroney im County Tipperary.